# Leptotyphlops sundewalli
Leptotyphlops sundewalli este o specie de șerpi din genul Leptotyphlops, familia Leptotyphlopidae, descrisă de Giorgio Jan în anul 1862.

## Subspecii
Această specie cuprinde următoarele subspecii:
- L. s. sundewalli
- L. s. gestri